# Gaiola
Gaiola är en ort och kommun i provinsen Cuneo i regionen Piemonte i Italien. Kommunen hade 583 invånare (2018).